# Clethrionomys
Clethrionomys — рід дрібні струнких мишоподібних гризунів з підродини щурових, що мешкають у Північній Америці, Європі й Азії. Донедавна тварин роду називали Myodes, однак у статті 2019 року було встановлено, що Myodes насправді був молодшим синонімом Lemmus, що робить його непридатним для використання. Отже, Clethrionomys відновлено як власну назву роду.
Ці звірі населяють північні ліси, тундру і болота. Харчуються кущами, ягодами і корінням. Більшість видів має рудувато-коричневий волосяний покрив на спині. У них малі очі й вуха.

## Види
- Clethrionomys californicus (syn. Myodes californicus) — США (Каліфорнія, Орегон)
- Clethrionomys centralis (syn. Myodes centralis) — Киргизстан, пн.-зх. Сіньцзян
- Clethrionomys gapperi (syn. Myodes gapperi) — Канада, США
- Clethrionomys glareolus (syn. Myodes glareolus) — Євразія від Ірландії до Сибіру
- Clethrionomys rutilus (syn. Myodes rutilus) — Європа, Азія, Аляска, Канада